# Mindoo Phillip Park
Het Mindoo Phillip Park is een multifunctioneel stadion in Castries, een stad in Saint Lucia. 
Het is een stadion dat wordt gebruikt voor training en wedstrijden. In het stadion kunnen verschillende sporten worden beoefend, veelvoorkomend zijn voetbal, rugby, cricket en atletiekwedstrijden. Dit stadion was onder andere het thuisstadion van het cricketteam van de Bovenwindse Eilanden.
Twee keer werd er een One Day International georganiseerd in dit stadion, een eendagswedstrijd in het cricket. Dat was in 1978 en 1984. Het ging om wedstrijden tussen het West-Indisch cricketelftal en het Australisch cricketelftal. Ook het Saint Luciaans voetbalelftal speelt hier soms een internationale wedstrijd.
Het stadion heette aanvankelijk Victoria Park. In 1979 werd het stadion vernoemd naar Francis Mindoo Phillip, beroemd cricketer uit Saint Lucia.